# Сливно Равно
Сливно Равно је насељено место у саставу општине Сливно, Дубровачко-неретванска жупанија, Република Хрватска.

## Историја
До територијалне реорганизације у Хрватској налазило се у саставу старе општине Метковић.

## Становништво
На попису становништва 2011. године, Сливно Равно је имало 2 становника.
| Број становника по пописима | Број становника по пописима | Број становника по пописима | Број становника по пописима | Број становника по пописима | Број становника по пописима | Број становника по пописима | Број становника по пописима | Број становника по пописима | Број становника по пописима | Број становника по пописима | Број становника по пописима | Број становника по пописима | Број становника по пописима | Број становника по пописима | Број становника по пописима |
| --------------------------- | --------------------------- | --------------------------- | --------------------------- | --------------------------- | --------------------------- | --------------------------- | --------------------------- | --------------------------- | --------------------------- | --------------------------- | --------------------------- | --------------------------- | --------------------------- | --------------------------- | --------------------------- |
| 1857                        | 1869                        | 1880                        | 1890                        | 1900                        | 1910                        | 1921                        | 1931                        | 1948                        | 1953                        | 1961                        | 1971                        | 1981                        | 1991                        | 2001                        | 2011                        |
| 1.107                       | 1.272                       | 356                         | 377                         | 457                         | 533                         | 2.194                       | 815                         | 436                         | 366                         | 296                         | 33                          | 245                         | 13                          | 7                           | 2                           |

Напомена: У 1981. смањено издвајањем дела у истоимено самостално насеље Клек, а 1991. издвајањем делова у самостална насеља Дубока, Комарна и Ловорје, као и издвајањем дела подручја у насеље Бук-Влака (град Опузен) заједно са деловима подручја насеља Опузен и Подградина. У 1857. и 1869. исказивано под именом Сливно. У 1857., 1869. и 1921. садржи податке за насеља Блаце, Подградина и Раба, у 1981. део података за насеље Бук-Влака (град Опузен) те податке у 1857., 1869., 1921. и 1931. за насеља Дуба, Дубока, Клек, Комарна, Кремена, Завала и Трн, у 1857., 1869., 1890., 1921., 1931. и 1981. за насеље Ловорје, као и део података у 1880., 1890. и у 1931. за насеље Подградина те за насеље Пижиновац од 1857. до 1880., 1900., 1921., 1931 и 1981.

### Попис1991.
На попису становништва 1991. године, насељено место Сливно Равно је имало 13 становника, следећег националног састава:
| Попис 1991.‍ | Попис 1991.‍ | Попис 1991.‍ | Попис 1991.‍ | Попис 1991.‍ |
| ----------- | ----------- | ----------- | ----------- | ----------- |
|             |             |             |             |             |
| Хрвати      | Хрвати      |             | 13          | 100%        |
| укупно: 13  |             |             |             |             |